# Mateus Ribeiro
Mateus Ribeiro de Aquino (Florianópolis, 7 de novembro de 1993) é um ator, cantor, compositor e escritor brasileiro. Considerado um dos principais nomes da nova geração do teatro musical nacional, o ator foi eleito pela revista Forbes um dos jovens mais promissores do país na área de Arte/Entretenimento, entrando em 2018 para a disputada lista “Under 30”.
Foi eleito, pelo crítico  Miguel Arcanjo Prado, um dos Melhores Atores no cenário Teatral em 2018, ao lado de nomes como Miguel Falabella e Jô Soares. Em 2019 entrou mais uma vez na lista dos melhores do ano, dessa vez ao lado do nome da grande Fernanda Montenegro.
Deu vida ao papel título na versão brasileira do musical original da Broadway: Peter Pan, com direção de José Possi Neto e com Daniel Boaventura no elenco, interpretando Capitão Gancho. O ator foi escolhido, dentre quatro mil inscritos, por meio de cinco fases de audição. Por esse papel foi indicado a diversas premiações, chegando a ganhar em 2018 o Prêmio Reverência e o Prêmio Destaque Imprensa Digital de Melhor Ator
Mateus deu vida ao seu segundo protagonista no espetáculo "Na Pele", famoso musical Off-Broadway que no original se chama "Bare", dividindo a cena com Diego Montez. Na montagem, interpretou Peter, um adolescente que se apaixona por um colega em um internato católico.
Em 2019 fez parte também do espetáculo “Meu Destino é ser Star- Ao som de Lulu Santos” interpretando um personagem com o seu mesmo nome. Lulu Santos rasgou elogios ao ator quando assistiu o espetáculo e o único momento em que se levantou na platéia para aplaudir foi após o solo “Apenas mais uma de amor”, cantado por Mateus.
Atualmente, dá vida ao seu terceiro protagonista: o personagem Chaves, em “Chaves- Um Tributo Musical”, que fez temporadas no Teatro Opus em 2019 e 2020, e que ainda viajará o país em turnê.  Por esse espetáculo, que homenageia a famosa série mexicana de mesmo nome, Mateus teve mais uma vez seu trabalho reconhecido pelo público e pela crítica, sendo indicado a diversos prêmios, como o “Prêmio do Humor”, criado por Fábio Porchat, e sendo vencedor do Broadway World Brazil Awards 2019.
Ao longo de sua carreira, Mateus já acumula algumas indicações e prêmios, além de ter feito parte de algumas das maiores montagens de teatro musical no Brasil, como: 2 Filhos de Francisco - O Musical (Dirigido por Breno Silveira), 60! Doc Musical (Dirigido por Fred Reder), Rock In Rio - Lisboa/Portugal (Dirigido por Rodrigo Nogueira), Mulheres a Beira de Um Ataque de Nervos (Dirigido por Miguel Falabella), Chacrinha - O Musical (Dirigido por Andrucha Waddington), O Mágico de Oz (Dirigido por Charles Moeller e Claudio Botelho), Cabaret e Crazy For You (Ambos com a direção de José Possi Neto) e o personagem Lipe em Vamp - O Musical (turnê nacional, dirigido por Diego Moraes).

## Biografia
Filho de pais nordestinos, Mateus nasceu em Florianópolis-SC. Ainda recém-nascido foi para Natal-RN e em seguida para Fortaleza-CE, cidade natal dos pais, onde morou por onze anos. Em Fortaleza trilhou seus primeiros passos na carreira artística. Aos 14 anos de idade, já com os pais separados, Mateus mudou-se com a mãe e o irmão mais novo para Brasília, onde passou a direcionar sua carreira para o Teatro Musical. Aos 17, Mateus passou a integrar o elenco do musical Cabaret, protagonizado por Claudia Raia, tendo assim que ser emancipado e vir morar sozinho em São Paulo. Desde então o ator se divide entre os estados de São Paulo e Rio de Janeiro, por conta do trabalho.

## Carreira
- FORTALEZA

Mateus mudou-se bem cedo para Fortaleza-CE e lá Iniciou sua  carreira como ator, aos 10 anos de idade, no Grupo Ouse de teatro dirigido por Jadeilson Feitosa. Passou quatro anos estudando interpretação, trabalhando em teatro e em diversas campanhas publicitárias da cidade.
No Grupo Ouse, estreou em 2005 com a peça 'Contos da Montanha' e em seguida atuou em "O Guarani", "Peter Pan", "O Homem Voa" e outras montagens da companhia. Integrou o elenco da peça "Ana Terra", que teve quatro temporadas durante três anos. A peça foi apresentada no Centro Cultural Dragão do Mar, no Theatro José de Alencar e no Centro de Convenções da UNIFOR pela Bienal do Livro, com a presença de Luis Fernando Veríssimo. Mateus também atuou em 'O Rei Leão' como Simbinha pelo grupo de teatro "Abre Alas" se apresentando no SEST/SENAT e no Teatro IBEU, em 2006.
- BRASÍLIA

Em 2008, mudou-se para Brasília, onde direcionou seus estudos de interpretação ao teatro musical e passou a integrar a ETMB - Escola de Teatro Musical de Brasília. Participou de diversas montagens acadêmicas como "Fame" (Nick Piazza), "A Bela e a Fera" (LeFou) , "Um homem pra chamar de Sir" (como o protagonista Fernando) e diversos outros.
Já em 2009 passou a trabalhar profissionalmente como cantor performático no Grupo Dinner Show (Garçons Cantores), fundado por Danilo Timm. A partir desse mesmo ano, Mateus passou a estudar diversos estilos de dança e participar de cursos e workshops com grandes nomes da dança nacional e internacional como Tony Gogo (Japão), Gigi Torres (EUA) e Lyle Beniga (EUA).
No ano de 2010 fez parte da montagem de "Bom dia Baltimore!", adaptação acadêmica de "Hairspray", interpretando o protagonista Link Larkin pela Actos Produções e participou como ator convidado na montagem do musical "Despertar da Primavera" (Spring Awakening), como Moritz Stiefel pela UNB – Universidade de Brasília.
- SÃO PAULO / RIO DE JANEIRO

Com apenas 17 anos,  passou a integrar o elenco do musical Cabaret, estreando profissionalmente no mercado de teatro musical ao lado de Claudia Raia e de grandes nomes como Jarbas Homem de Melo, Marcos Tumura, Katia Barros e outros. A direção foi assinada por José Possi Neto, a direção musical e preparação vocal pelo maestro Marconi Araújo e as coreografias por Alonso Barros.
Em 2012, aos 18 anos, morou no Rio de Janeiro por quatro meses onde fez aulas de interpretação na consagrada Casa de Artes de Laranjeiras e começou a estudar dublagem com Maira Góes no Beck Studios, dando continuidade depois com Hermes Baroli na DuBrasil.
Logo após o término de Cabaret, Mateus foi convidado a integrar o elenco do musical O Mágico de Oz em sua temporada paulista, realizada no Teatro Alfa, estrelado por Heloísa Périssé, Lucio Mauro Filho, Malu Rodrigues, Luiz Carlos Miele e produzido pela Aventura Entretenimento.
Em 2013, Mateus passou a integrar o elenco do musical ‘‘Crazy For You’’, trabalhando mais uma vez ao lado de Claudia Raia e Jarbas Homem de Melo. No espetáculo, interpretou Mingo (Mosquito), um dos três caipiras que cantam as músicas ‘‘Bindin my time’’, ‘‘The Real American Folk Song’’ e ‘‘Binding my time- Reprise’’. Um mês após o termino da temporada, Mateus já estreava no espetáculo Chacrinha - O Musical
, o primeiro musical completamente nacional, onde recebeu boas críticas por seu trabalho, interpretando o personagem Antonio Maria, além de também dar vida ao irreverente Pedro de Lara e ao jovem Nanato, filho de Abelardo Barbosa que ficou paraplégico após um acidente. A Direção do espetáculo foi assinada por Andrucha Waddington.
Após Chacrinha, permaneceu durante um mês no Rio de Janeiro, gravando o episódio piloto da série "A Chance", escrita por Renê Belmonte e dirigida por Marcos Dartangnan, onde deu vida ao personagem Beto, um garoto nascido em uma comunidade do Rio de Janeiro e apaixonado por Hip-Hop. Logo em seguida, foi para São Paulo, onde fez parte do elenco do musical "Mulheres a Beira de Um Ataque de Nervos" com direção de Miguel Falabella.
Em 2016, Mateus se apresentou com o personagem Linus na versão brasileira do musical da Broadway: Meu Amigo Charlie Brown, dirigido por Alonso Barros. Esse espetáculo lhe rendeu diversas indicações a prêmios. No mesmo ano, fez parte do musical que abriu o Palco Mundo do Rock In Rio Lisboa 2016, se apresentando pra mais de 300 mil pessoas durante os cinco dias de festival. Ao término do mesmo ano, Mateus passou a fazer parte do elenco do musical "60! Doc Musical", estrelado por Wanderlea.
Mateus foi convidado pela Dummy Filmes para gravar um episódio piloto do programa infantil João e a Solução, em que ele interpretava João (protagonista), contracenando apenas com animação gráfica.
Em 2017, Mateus se ausentou do espetáculo "60! Doc Musical" para fazer parde de "A Despedida", da Cia Meia Um de Teatro, dirigido por Iuri Saraiva. Nesse projeto independente, trabalhou também como produtor. No fim do ano, após o termino da temporada, passou a fazer parte do musical "2 Filhos de Francisco", seu primeiro trabalho com a Time For Fun, dirigido por Breno Silveira (o mesmo do filme). Na montagem, Mateus era o cover do personagem Zezé di Camargo.
Mateus é formado em interpretação para câmera pela Escola de Atores Wolf Maia, além de ter passado por diversas escolas e cursos, como: CAL (Casa de Artes de Laranjeiras), Zé Henrique de Paula no Núcleo Experimental, Inês Peixoto e Toninho do Grupo Galpão, Miwa Yanagisawa com sua oficina A Escuta, Christian Duvort com a oficina O Ator Imaginário, e diversos outros.
Em 2018, o ator foi escolhido, dentre quatro mil inscritos, por meio de cinco fases de audição, para protagonizar a montagem brasileira do musical da Broadway "Peter Pan", dirigida por José Possi Neto, ao lado de Daniel Boaventura, que interpretava o Capitão Gancho. Por esse papel foi indicado a diversas premiações, chegando a ganhar em 2018 o Prêmio Reverência e o Prêmio Destaque Imprensa Digital de Melhor Ator
O segundo protagonista de sua carreira profissional, veio ainda no mesmo ano, no espetáculo "Na Pele", famoso musical Off-Broadway, onde dividia a cena com Diego Montez. Na montagem, interpretou Peter, um adolescente que se apaixona por um colega em um internato católico.
No ano seguinte, fez parte também do espetáculo “Meu Destino é ser Star- Ao som de Lulu Santos” (2019), interpretando um personagem com o seu mesmo nome. O cantor Lulu Santos rasgou elogios à Mateus ao assistir o espetáculo e o único momento em que se levantou na platéia para aplaudir foi após o solo “Apenas mais uma de amor”, cantado pelo ator.
Atualmente, dá vida ao seu terceiro protagonista: o personagem Chaves, em “Chaves- Um Tributo Musical”, que fez temporadas no Teatro Opus em 2019 e 2020, e que ainda viajará o país em turnê.  Por esse espetáculo, que homenageia a famosa série mexicana de mesmo nome, Mateus teve mais uma vez seu trabalho reconhecido pelo público e pela crítica, sendo indicado a diversos prêmios, como o “Prêmio do Humor”, criado por Fábio Porchat, e sendo vencedor do Broadway World Brazil Awards 2019.

## Espetáculos Teatrais

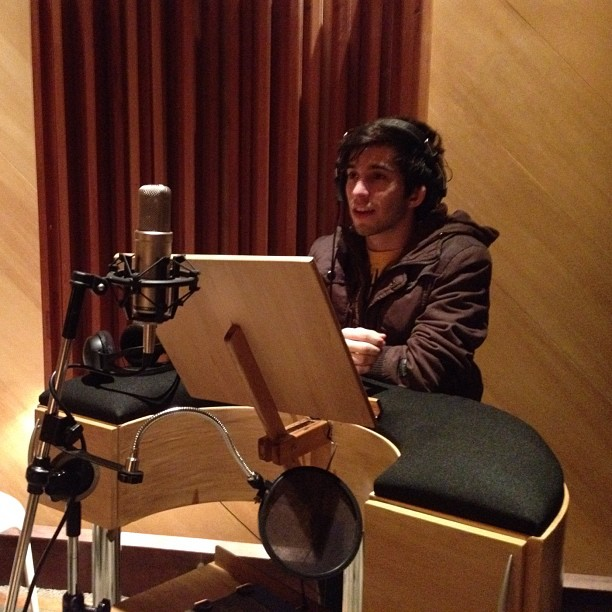
Mateus Dublando

| Ano         | Título                                  |  | Personagem                                    | Direção Geral                     | Produtora                     | Local                     |
| ----------- | --------------------------------------- |  | --------------------------------------------- | --------------------------------- | ----------------------------- | ------------------------- |
| 2023        | Bob Esponja, o Musical (Brasil)         |  | Bob Esponja (Protagonista)                    | Gustavo Barchilon/Renata Borges   | Touché Entretenimento         | Rio de Janeiro/São Paulo  |
| 2019 - 2020 | Chaves - Um Tributo Musical             |  | Chaves (Protagonista)                         | Zé Henrique de Paula              | Move Concerts                 | São Paulo                 |
| 2019        | Meu Destino é Ser Star                  |  | Mateus                                        | Renato Rocha                      | Aventura Entretenimento       | São Paulo/ Rio de Janeiro |
| 2018        | Na Pele (Bare)                          |  | Pedro/ Peter (Protagonista)                   | Leo Romano                        | 4actOff                       | São Paulo/ Rio de Janeiro |
| 2018        | Vamp - Turnê Nacional                   |  | Lipe (Coadjuvante)                            | Diego Morais                      | Aventura Entretenimento       | São Paulo/ Rio de Janeiro |
| 2018        | Peter Pan - O Musical da Broadway       |  | Peter Pan (Protagonista)                      | José Possi Neto                   | Fábula Entretenimento         | São Paulo/ Rio de Janeiro |
| 2017        | 2 Filhos de Francisco - O Musical       |  | Cover de Zezé di Camargo                      | Breno Silveira                    | Time For Fun                  | São Paulo/ Rio de Janeiro |
| 2017        | A Despedida                             |  | Machado                                       | Iuri Saraiva                      | Cia Meia Um de Teatro         | São Paulo/ Rio de Janeiro |
| 2016        | 60! Doc Musical                         |  | Solista                                       | Fred Reder                        | Brain+                        | São Paulo/ Rio de Janeiro |
| 2016        | Rock In Rio - O Musical                 |  | Ensamble                                      | Rodrigo Nogueira                  | Aventura Entretenimento       | Lisboa (Portugal)         |
| 2016        | Meu Amigo Charlie Brown                 |  | Linus                                         | Alonso Barros                     | Néctar Cultural               | São Paulo/ Rio de Janeiro |
| 2015        | Mulheres a Beira de Um Ataque de Nervos |  | Cover Carlos                                  | Miguel Falabella                  | Chaim Produções               | São Paulo/ Rio de Janeiro |
| 2014        | Chacrinha - O Musical                   |  | Antonio Maria, Pedro de Lara e Nanato Barbosa | Andrucha Waddington               | Aventura Entretenimento       | São Paulo/ Rio de Janeiro |
| 2013        | Crazy For You                           |  | Mingo (Mosquito)                              | José Possi Neto                   | Raia Produções                | São Paulo/ Rio de Janeiro |
| 2013        | O Mágico de Oz                          |  | Ensamble                                      | Charles Moeller e Claudio Botelho | Aventura Entretenimento       | São Paulo/ Rio de Janeiro |
| 2011- 2012  | Cabaret                                 |  | Gunther e Escoteiro Nazista                   | José Possi Neto                   | Raia Produções                | São Paulo/ Rio de Janeiro |
| 2010        | No Ritmo da Vida                        |  | Solo Singing In The Rain                      | Orquestrado por Michele Fiuza     | Grupo Illuminare              | Brasília                  |
| 2010        | Hairspray (amador)                      |  | Link Larkin                                   | Helia Cavalcante                  | Actos Produções               | Brasília                  |
| 2010        | O Despertar da Primavera                |  | Mortiz                                        | Renata Soares                     | UNB- Universidade de Brasília | Brasília                  |
| 2010        | Um Homem pra Chamar de Sir              |  | Link Larkin                                   | Fernando (Protagonista)           | ETMB                          | Brasília                  |
| 2010        | De Broadway todo mundo tem um pouco     |  | Solista                                       | Rafael Oliveira                   | ETMB                          | Brasília                  |
| 2010        | Broadway In Concert                     |  | Cantor                                        | Orquestrado por Michele Fiuzap    | ETMB                          | Brasília                  |
| 2009        | A Bela e a Fera                         |  | LeFou                                         | Rafael Oliveira                   | ETMB                          | Brasília                  |
| 2009        | Era uma vez na Broadway II              |  | Solista                                       | Rafael Oliveira                   | ETMB                          | Brasília                  |
| 2008        | Fame                                    |  | Nick Piazza                                   | Rafael Oliveira                   | ETMB                          | Brasília                  |
| 2008        | Era Uma Vez na Broadway                 |  | Solista                                       | Rafael Oliveira                   | ETMB                          | Brasília                  |
|             |                                         |  |                                               |                                   |                               |                           |
| 2007        | O Guarani                               |  | Tamandaré                                     | Jadeilson Feitosa                 | Grupo OUSE de Teatro          | Fortaleza                 |
| 2007        | O Homem Voa                             |  | Juscelino Kubitscheck Crinça                  | Jadeilson Feitosa                 | Grupo OUSE de Teatro          | Fortaleza                 |
| 2005        | Ana Terra                               |  | Pedrinho Terra                                | Jadeilson Feitosa                 | Grupo OUSE de Teatro          | Fortaleza                 |
| 2005        | Pete Pan                                |  | Menino Perdido                                | Jadeilson Feitosa                 | Grupo OUSE de Teatro          | Fortaleza                 |
| 2005        | Contos da Montanha                      |  | Menino da Viola                               | Jadeilson Feitosa                 | Grupo OUSE de Teatro          | Fortaleza                 |

## Filmografia

### Televisão/Cinema
| Ano  | Título                 | Personagem             | Notas                                       |
| ---- | ---------------------- | ---------------------- | ------------------------------------------- |
| 2023 | Use Sua Voz            | Mateus                 | Série                                       |
| 2019 | O Segundo Homem        | Magricela (Assaltante) | Longa-Metragem                              |
| 2017 | João e a Solução       | João                   | Episódio Piloto                             |
| 2015 | A Chance               | Beto                   | Episódio Piloto. Escrito por René Belmonte. |
| 2014 | Debaixo das Cerejeiras | Marcelo                | Curta-Metragem                              |

### Dublagem
| Ano  | Título                                    | Personagem             | Direção        | Estudio           |
| ---- | ----------------------------------------- | ---------------------- | -------------- | ----------------- |
| 2014 | Anjo da Guarda                            | Pequenas Participações | Maíra Goes     | Beck Studios (RJ) |
| 2014 | Cavaleiros do Zodíaco - Lost Canvas (DVD) | Pakia                  | Zodja Pereira  | DuBrasil (SP)     |
| 2014 | Cavaleiros do Zodíaco - Ômega (DVD)       | Paradise               | Hermes Barolli | DuBrasil (SP)     |
| 2014 | El Luchador (A&E)                         | Pequenas participações | Zodja Pereira  | DuBrasil (SP)     |

## Indicações e Prêmios
| Ano  | Prêmio                               | Categoria                     | Trabalho indicado                         | Resultado | Fonte |
| ---- | ------------------------------------ | ----------------------------- | ----------------------------------------- | --------- | ----- |
| 2020 | Prêmio do Humor                      | Melhor Performance            | Chaves - Um Tributo Musical               | Indicado  |       |
| 2020 | Prêmio Aplauso Brasil                | Melhor Ator                   | Chaves - Um Tributo Musical               | Indicado  |       |
| 2019 | Prêmio Destaque Imprensa Digital     | Destaque de Ator              | Chaves - Um Tributo Musical               | Indicado  |       |
| 2019 | Broadway World Brazil Awards         | Melhor Ator                   | Chaves - Um Tributo Musical               | Venceu    |       |
| 2019 | Prêmio Brasil Musical                | Melhor Ator                   | Peter Pan - O Musical da Broadway         | Venceu    |       |
| 2019 | Prêmio Musical Rio                   | Melhor Ator                   | Peter Pan - O Musical da Broadway         | Venceu    |       |
| 2018 | Prêmio Bibi Ferreira                 | Melhor Ator                   | Peter Pan - O Musical da Broadway         | Indicado  |       |
| 2018 | Prêmio Destaque Imprensa Digital     | Destaque de Ator              | Peter Pan - O Musical da Broadway         | Venceu    |       |
| 2018 | Broadway World Brazil Awards         | Melhor Ator                   | Peter Pan - O Musical da Broadway         | Indicado  |       |
| 2018 | Prêmio Reverência                    | Melhor Ator                   | Peter Pan - O Musical da Broadway         | Venceu    |       |
| 2016 | Botequim Cultural                    | Melhor Ator de Teatro Musical | Meu Amigo Charlie Brown e 60! Doc Musical | Indicado  |       |
| 2016 | Prêmio Bibi Ferreira                 | Melhor Ator Coadjuvante       | Meu Amigo Charlie Brown                   | Indicado  |       |
| 2016 | Prêmio CBTIJ de Teatro para Crianças | Melhor Ator Coadjuvante       | Meu Amigo Charlie Brown                   | Indicado  |       |
| 2016 | Prêmio Musical Cast                  | Melhor Ator Coadjuvante       | Meu Amigo Charlie Brown                   | Indicado  |       |